# Secretaris-generaal van de Raad van Europa
De secretaris-generaal van de Raad van Europa (Frans: Secrétaire général du Conseil de l'Europe) wordt door de Parlementaire Vergadering op voordracht van het Comité van Ministers benoemd voor een periode van 5 jaar. De secretaris-generaal leidt het secretariaat van de Raad van Europa en is verantwoordelijk voor de uitvoering van de begroting hiervan. Sinds 2019 wordt de functie bekleed door de Kroatische Marija Pejčinović Burić.
| Nationaliteit       | Portret | Naam                    | Van               | Tot               |
| ------------------- | ------- | ----------------------- | ----------------- | ----------------- |
| Frankrijk           |         | Jacques Camille Paris   | 11 augustus 1949  | 17 juli 1953      |
| Frankrijk           |         | Léon Marchal            | 21 september 1953 | 24 september 1956 |
| Italië              |         | Lodovico Benvenuti      | 19 september 1957 | 15 maart 1964     |
| Verenigd Koninkrijk |         | Peter Smithers          | 16 maart 1964     | 15 september 1969 |
| Oostenrijk          |         | Lujo Toncic-Sorinj      | 16 september 1969 | 16 september 1974 |
| Duitsland           |         | Georg Kahn-Ackermann    | 17 september 1974 | 17 september 1979 |
| Oostenrijk          |         | Franz Karasek           | 1 oktober 1979    | 1 oktober 1984    |
| Spanje              |         | Marcelino Oreja Aguirre | 1 oktober 1984    | 1 juni 1989       |
| Frankrijk           |         | Catherine Lalumière     | 1 juni 1989       | 31 mei 1994       |
| Zweden              |         | Daniel Tarschys         | 1 juni 1994       | 1 september 1999  |
| Oostenrijk          |         | Walter Schwimmer        | 1 september 1999  | 31 augustus 2004  |
| Verenigd Koninkrijk |         | Terry Davis             | 1 september 2004  | 31 augustus 2009  |
| Noorwegen           |         | Thorbjørn Jagland       | 1 oktober 2009    | 18 september 2019 |
| Kroatië             |         | Marija Pejčinović Burić | 18 september 2019 | 25 juni 2024      |
| Zwitserland         |         | Alain Berset            | 25 juni 2024      |                   |